# Bolivia (singolo)
Bolivia è un singolo della cantante italiana Francesca Michielin, pubblicato il 16 marzo 2018 come terzo estratto dal terzo album in studio 2640.

## Video musicale
Il video, diretto da Giacomo Triglia, è stato reso disponibile il 20 marzo 2018 attraverso il canale YouTube della cantante.

## Successo commerciale
Sebbene non abbia mai fatto il suo ingresso nella Top Singoli, il singolo ha ottenuto un buon successo radiofonico a livello nazionale, raggiungendo la 31ª posizione nell'airplay generale e la top 15 in quello italiano. Al termine dell'anno è risultato essere stato il 94º brano italiano più trasmesso dalle radio.